# Ensemble Poststraße (Bad Reichenhall)

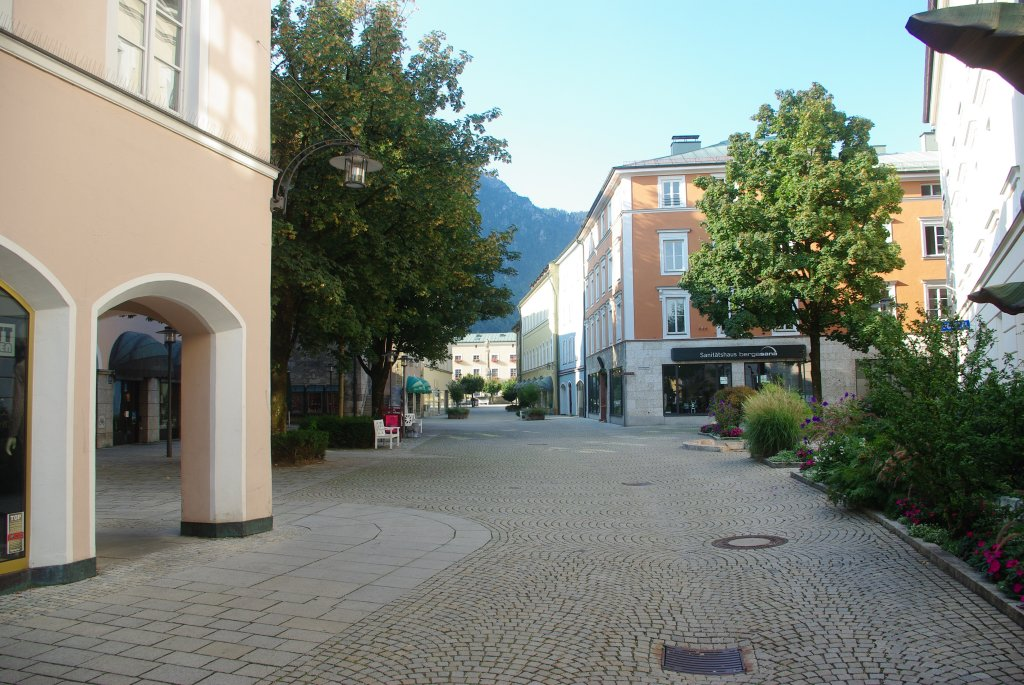
Poststraße, Blickrichtung Süden

Das Ensemble Poststraße ist ein Gebäudeensemble in Bad Reichenhall und steht entsprechend Artikel 1, Absatz 3 des Bayerischen Denkmalschutzgesetzes unter Denkmalschutz. Das Ensemble umfasst die Poststraße zwischen Rathausplatz im Süden und Kaiserplatz im Norden. Die Gebäude zwischen Rathausplatz und Kammerbotenstraße wurden beim Luftangriff auf Bad Reichenhall schwer beschädigt und neu errichtet, weshalb dieser Bereich nicht zum Ensemble Poststraße zählt. Das Ensemble Poststraße grenzt im Süden direkt an das Ensemble Rathausplatz an.

## Beschreibung
Das Ensemble erstreckt sich entlang der Poststraße zwischen dem Rathausplatz im Süden und dem Kaiserplatz im Norden. Der südlichste Teil der Poststraße zwischen Rathausplatz und Kammerbotenstraße war nach dem Luftangriff 1945 so zerstört, dass dieser im Zuge des Wiederaufbaus sein historisches Bild verloren hat und deshalb nicht zum Ensemble gehört. Die leicht gewundene, wechselnd breite Straße erweitert sich vor der St.-Ägidi-Kirche zu einem kleinen Platz, welcher der älteste Marktplatz der Stadt war. Heute ist die Poststraße eine Fußgängerzone, der Bereich südlich des Rathausplatzes ein verkehrsberuhigter Bereich.

## Geschichte
Anfangs hieß nur der südliche Teil Poststraße, bis etwa 1800 war hier die Kammerbothen Gasse. Der mittlere Teil war der Hauptmarkt der Stadt und hieß deshalb lange Zeit Markt-Platz. Der nördliche Teil dagegen hieß Weite Gasse. Ab 1816 befand sich die erste Apotheke der Stadt – die Kur-Apotheke – in der Weiten Gasse, gegenüber der heutigen Polizeiinspektion, in etwa dort, wo sich heute die Ägidipassage befindet. Beim großen Stadtbrand 1834 wurden fast alle Gebäude in diesem Bereich zerstört, weshalb die meisten Häuser im Zuge des Wiederaufbaus zur gleichen Zeit entstanden sind. Beim Luftangriff auf Bad Reichenhall wurden das Kammerbotenviertel und der südliche Teil der Poststraße fast vollständig zerstört.

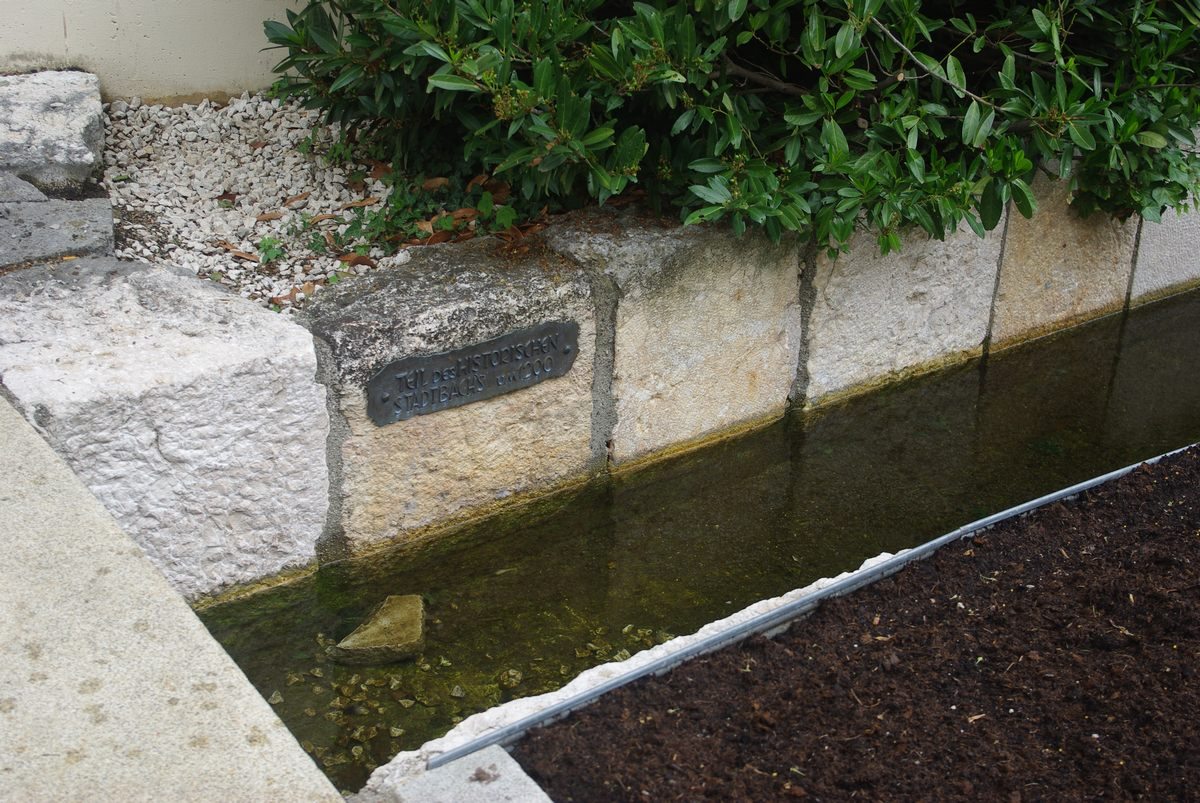
Stadtbach in alter Einfassung

1992 wurde die Poststraße renoviert, gepflastert und mit dem Rathausplatz als Fußgängerzone ausgewiesen. Im Bereich zwischen dem ehemaligen Salzmeierhaus und der Spitalgasse fließt – wie bis Anfang des 20. Jahrhunderts – ein Stadtbach. Dieser wurde zwar künstlich angelegt und wird wie ein Brunnen betrieben, im Bereich des Salzmeierhauses läuft er jedoch in einem historischen Bachbett mit einer alten Einfassung, die unter der Anleitung des damaligen Stadtheimatpflegers Fritz Hofmann wiederentdeckt und freigelegt wurde.
2016 wurde seitens der Stadt als Untere Denkmalschutzbehörde eine Abrissgenehmigung für das Gebäude Poststraße 56, das zum Ensemble gehört, erteilt. Dort wurde ein Erweiterungsbau eines Kaufhauses an der Ludwigstraße, dessen moderne Fassade sich nicht in das Gesamtbild des Ensembles einfügt, errichtet. Trotz Einwänden gegen den Abriss durch das Bayerische Landesamt für Denkmalpflege sowie den Bayerischen Landesdenkmalrat sah die Regierung von Oberbayern „nach Prüfung keine Basis für ein im Ermessen der Regierung von Oberbayern stehendes fachaufsichtliches Tätigwerden gegenüber der Stadt Bad Reichenhall in Richtung Rücknahme der Baugenehmigung, die Voraussetzung für den Erlass einer Baueinstellungsverfügung wäre“.
Im Februar 2020 beschloss der Stadtrat von Bad Reichenhall einstimmig die Aufstellung eines Bebauungsplanes „Poststraße 32/34“ im beschleunigten Verfahren. Beim Gebäude Poststraße 32 handelte es sich um das Hotel „Deutsches Haus“, das in den 1980er oder 1990er Jahren abgebrochen wurde und dessen Reste seitdem eine bauliche Lücke zwischen dem Alten Feuerhaus und dem Gebäude Poststraße 34 bilden. Ein Investor plant, auf dem Areal Wohn- und Geschäftsräume entstehen zu lassen. Das Gebäude Poststraße 34, das sog. „Guggenbichlerhaus“, wurde ebenfalls durch den Investor erworben und soll durch einen Neubau ersetzt werden, da es sich „sowohl wohnlich als auch konstruktiv in einem nicht mehr verwendbaren Zustand“ befinde. Neben dem Denkmalschutz spielt auch die Lage des Areals eine wichtige Rolle für eine Baugenehmigung, da dieses vollständig von Fußgängerzonen (Ludwigstraße, Poststraße, Ägidiplatz) eingeschlossen ist. Stadtratsmitglied Fritz Grübl von der FWG warb bei seinen Stadtratskollegen um Zugeständnisse, um „das grausige Loch wegzukriegen“. Den Denkmalschutz bezeichnete Grübl als „sowas von absurd“, denn das Gebäude Poststraße 32 sei baufällig und „gehört weg“. Auch Martin Schoberth von der CSU verlangte, der Stadtrat solle „alles möglich machen“. Gegenüber dem Reichenhaller Tagblatt erklärte Dirk Hollmann von der „db wohnbau GmbH“, das Guggenbichlerhaus sei „nicht mehr sanierungsfähig“ und müsse abgerissen werden. Was den Denkmalschutz betrifft, sieht Hollmann zudem „die Zeit auf seiner Seite“, denn „wenn er das alte Haus nicht abreißen dürfe, werde es irgendwann von selbst in sich zusammenfallen“. Anstatt des bisherigen Bestandes mit vier Geschossen plant der Investor, ein zusammenhängendes Gebäude mit sechs Geschossen zu errichten. Dieses soll jedoch trotz zweier zusätzlicher Geschosse angeblich nicht höher werden als die benachbarten Gebäude. Im Erdgeschoß soll sich eine Fläche für zwei große Läden befinden, darüber vier Stockwerke für Wohnungen sowie ein zusätzliches Stockwerk für Penthäuser. Hollmann ist zudem überzeugt, dass ihm niemand die Zufahrt zu seinem Gebäude verwehren könne und plant eine Tiefgarage mit Zufahrten über die Fußgängerzone in der Poststraße sowie über die einspurige Getreidegasse. Eine Sprecherin des Bayerischen Landesamtes für Denkmalpflege stellte nochmals klar, dass das Haus Poststraße 34 unter Ensembleschutz steht und sich zudem „in unmittelbarer Nähe zu einem der ältesten Einzeldenkmäler“ befindet und deshalb nicht einfach abgerissen werden kann. Ein Neubau soll deshalb die bestehende Fassade integrieren.

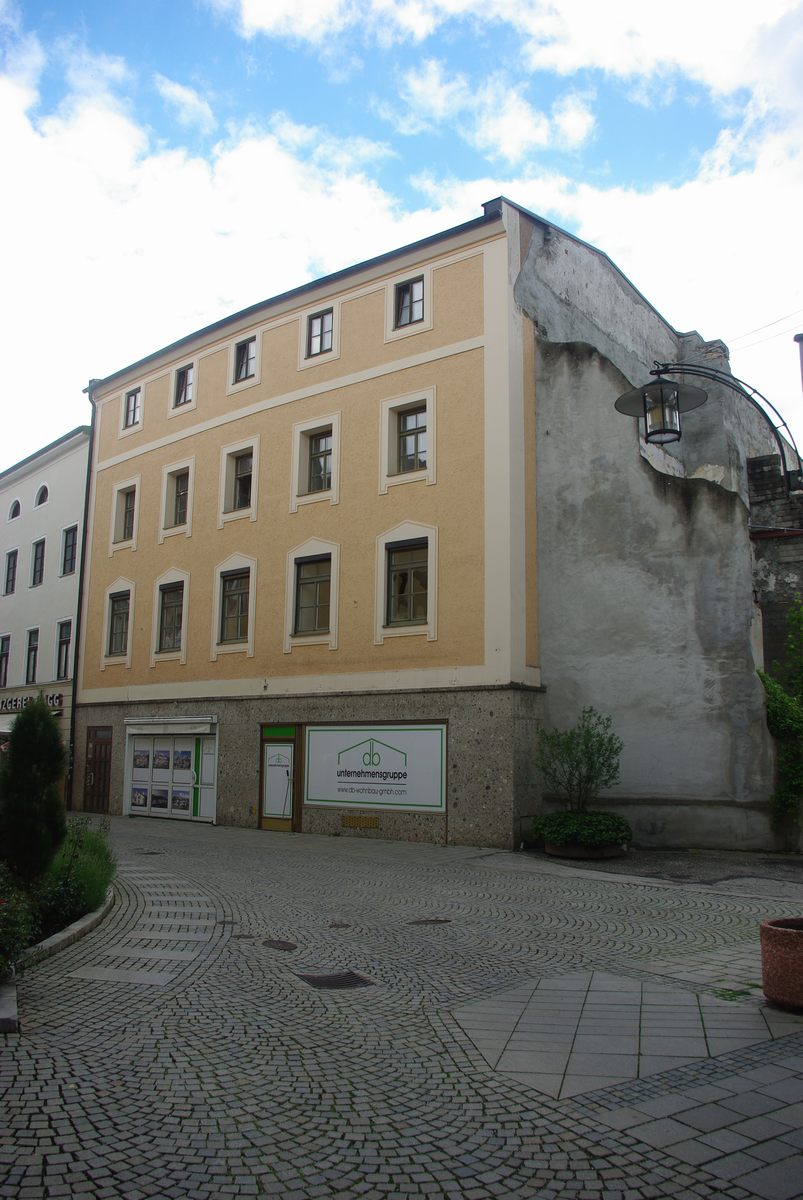
„Guggenbichlerhaus“, Poststraße 34
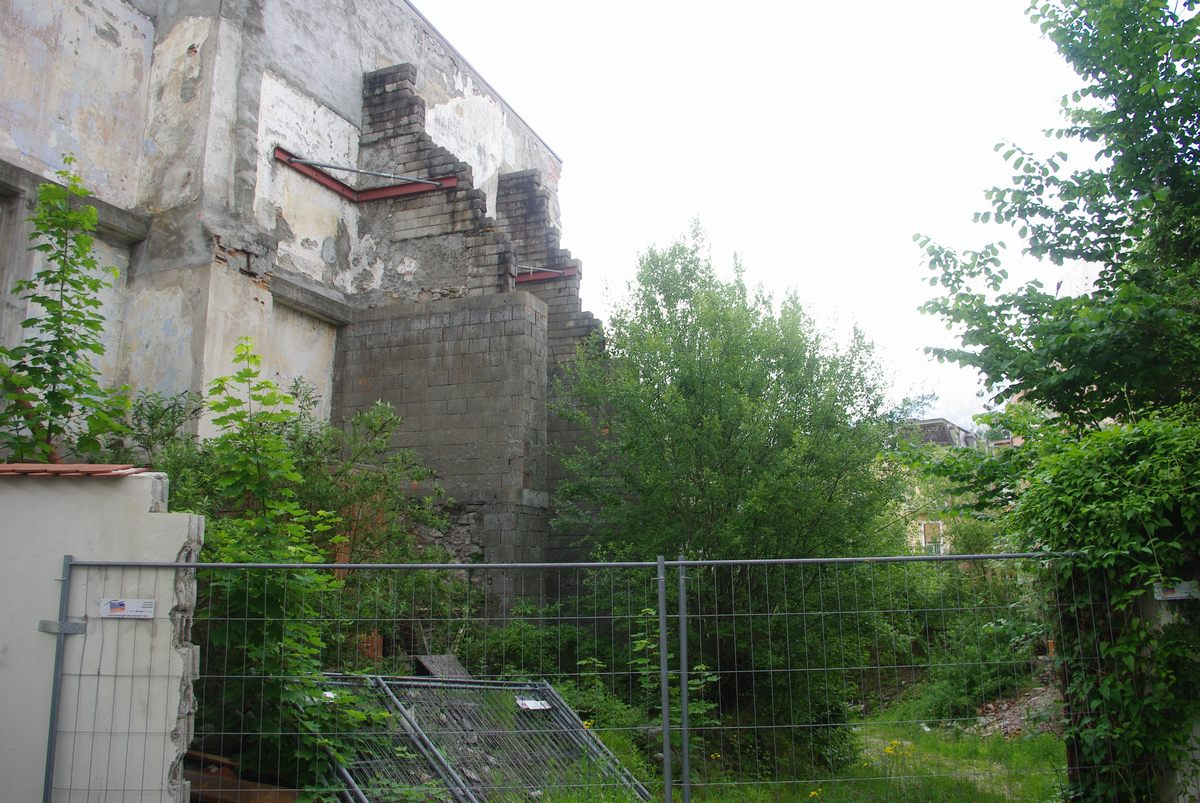
Reste Hotel „Deutsches Haus“
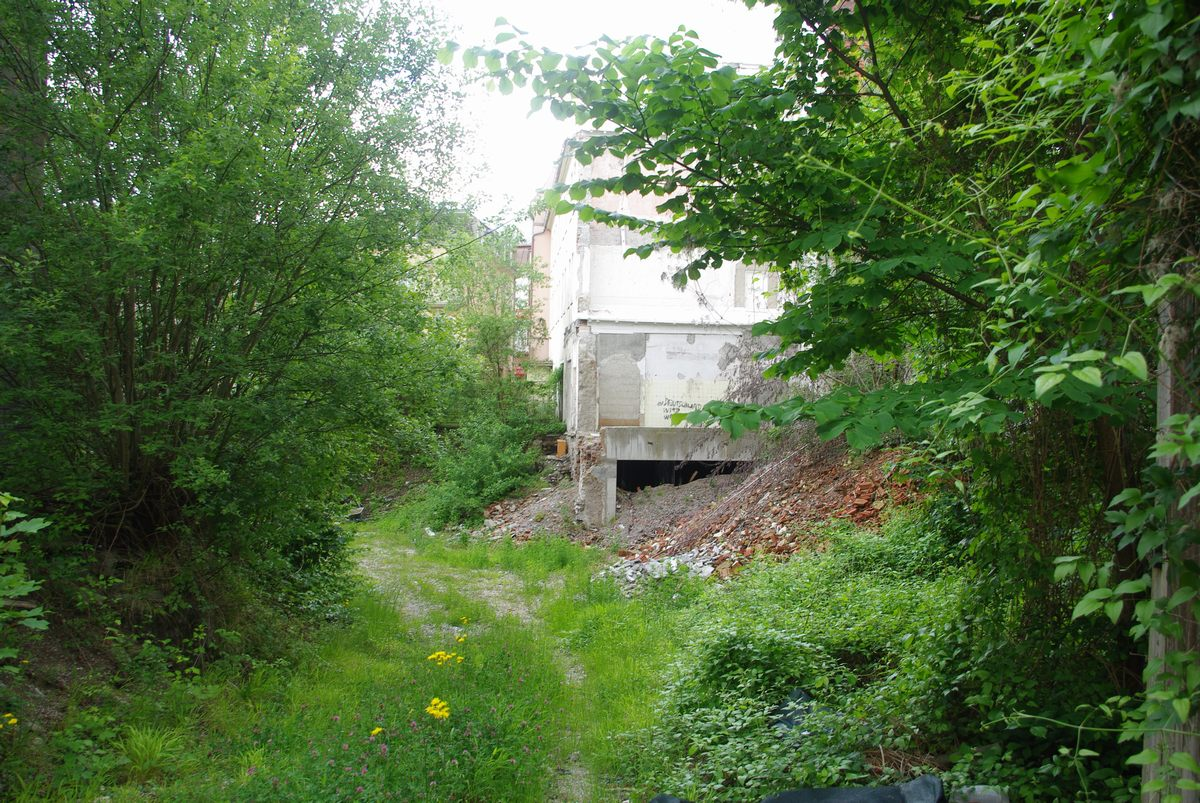
Reste Hotel „Deutsches Haus“
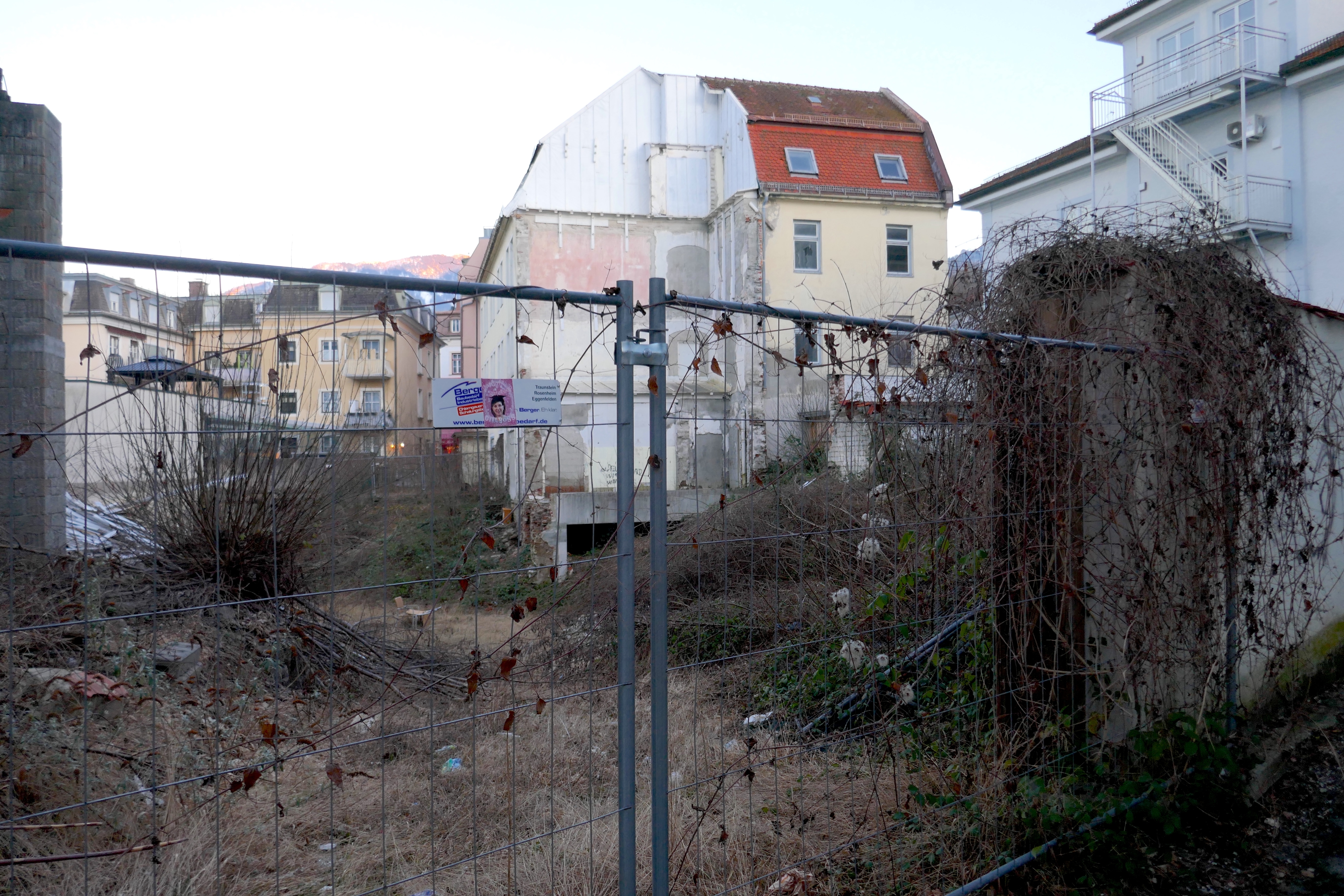
Baulücke, Poststraße 34

## Einzeldenkmäler
- Poststraße 11: Wohn- und Geschäftshaus, dreigeschossiger Eckbau mit Walmdach und Eckerker, nach Stadtbrand von 1834 auf älteren Fundamenten neu errichtet, Fassadenbemalung von Lothar Korvin um 1925
- Poststraße 13: Ehemaliger Gasthof Zur Blauen Traube; Wohn- und Geschäftshaus, langgestreckter dreigeschossiger Traufseitbau mit Flachsatteldach, Rundbogenfenstern und Putzgliederung, nach 1834
- Poststraße 15: Wohn- und Geschäftshaus, sog. Kernstockhaus, dreigeschossiger Satteldachbau, im Innern mit Gewölben, im Kern 15. bis 17. Jahrhundert

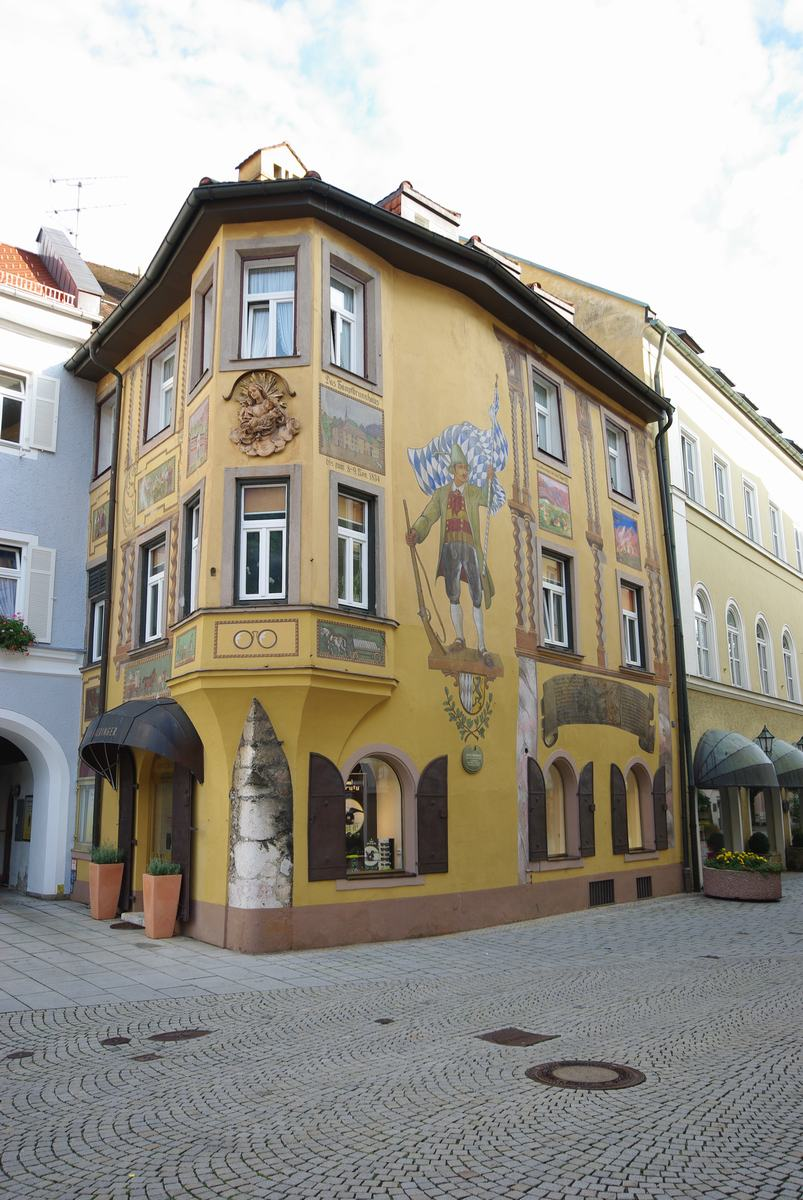
Poststraße 11
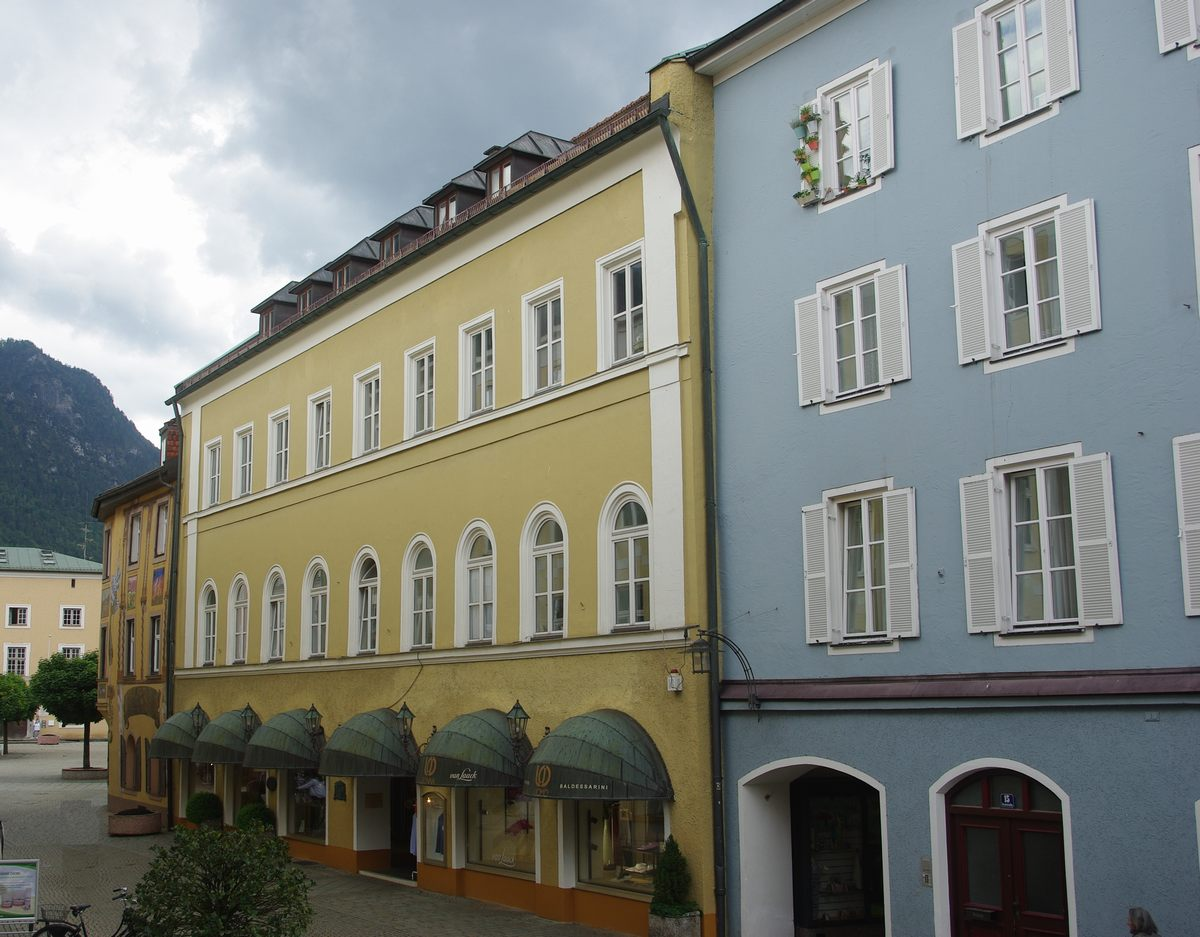
Poststraße 13
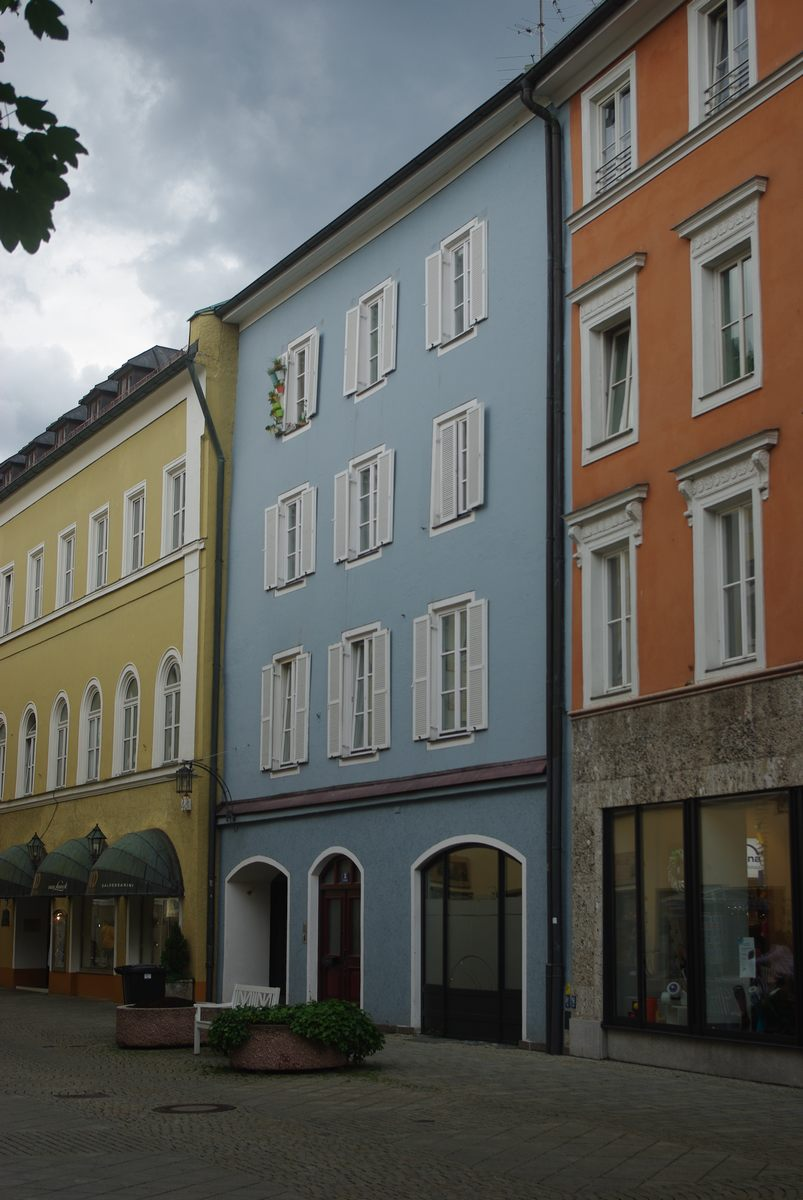
Poststraße 15

- Poststraße 16: Ehem. Bäckerhaus, jetzt Wohn- und Geschäftshaus, dreigeschossig mit Vorschussmauer, im Innern mit Tonnengewölbe, im Kern 15. Jahrhundert, Fassade 19. Jahrhundert
- Poststraße 17: Wohn- und Geschäftshaus, sog. Birnböcksches Eckhaus, dreieinhalbgeschossiger Eckbau, spätklassizistisch, nach 1834
- Poststraße 18: Kath. Kirche St. Aegidien, seit 1934 Karmelitenklosterkirche, romanischer Saalbau von 1159, im 15. Jahrhundert erhöht und erweitert, nach Stadtbrand von 1834 wieder aufgebaut, Turm 1978 neu errichtet; mit Ausstattung; zwei bogenförmige Verbindungsgänge über das Ägidigäßchen, wohl 15. Jahrhundert

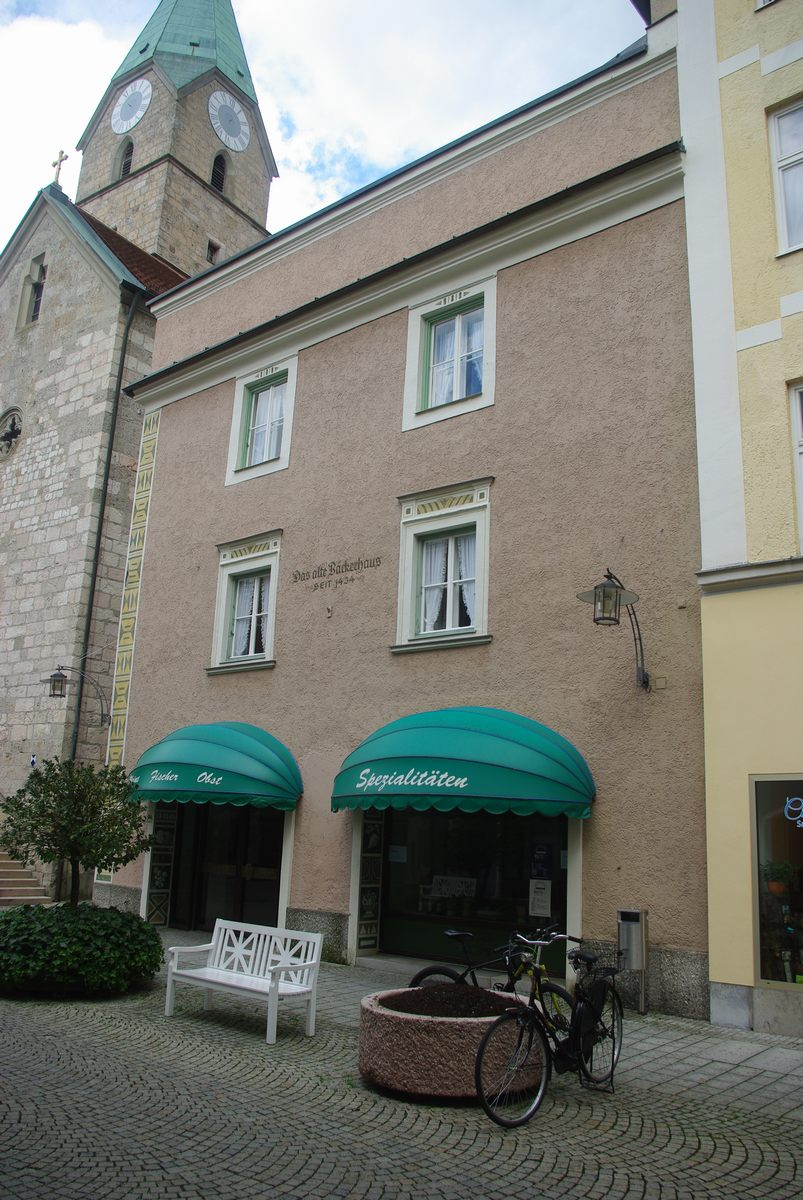
Poststraße 16
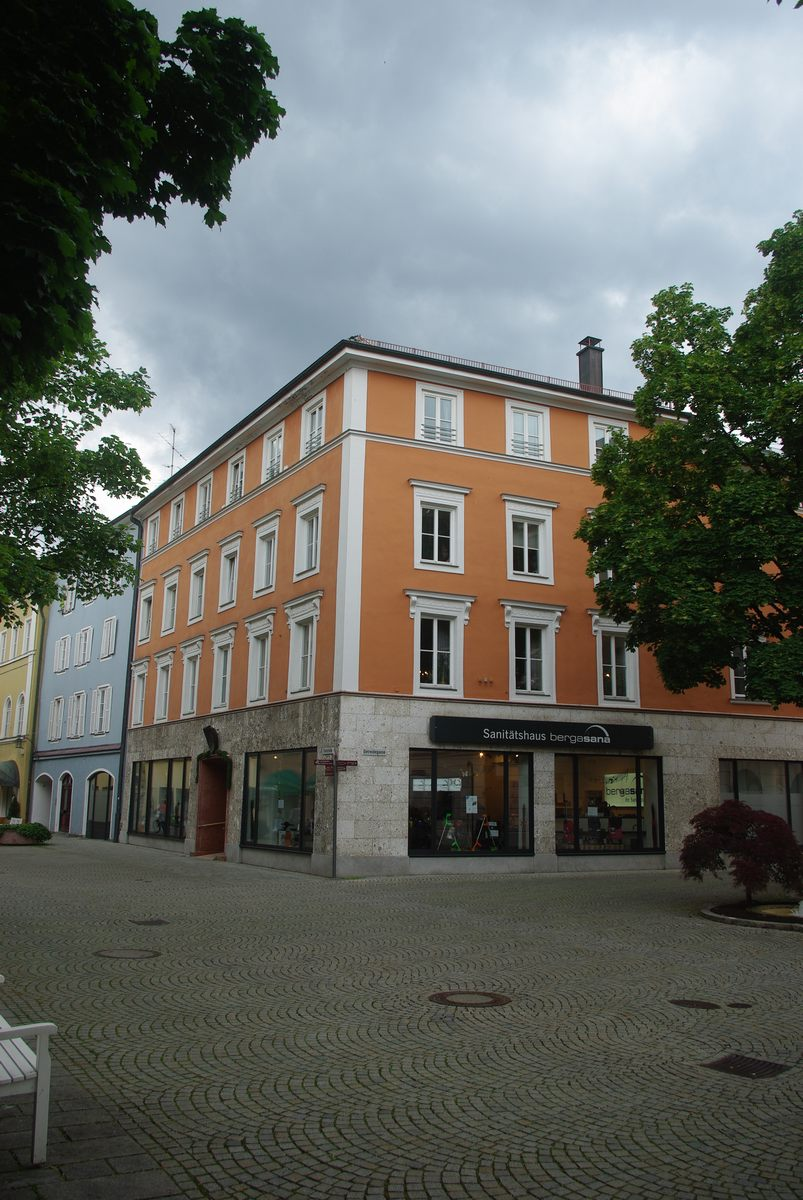
Poststraße17
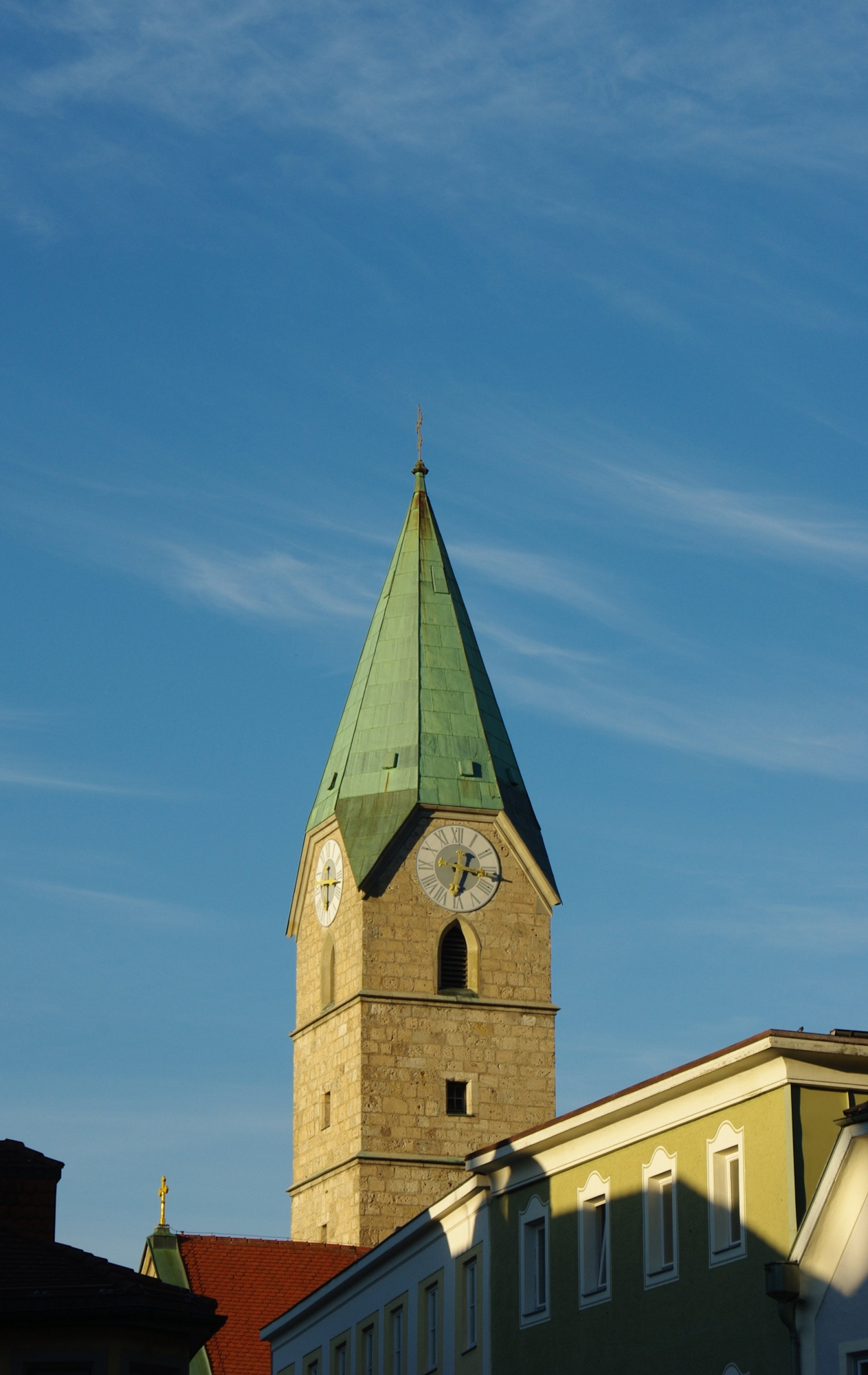
Ägidikirche

- Poststraße 19: Ehem. altes Amtshaus der Salinenverwaltung, sog. Salzmeierhaus, dreigeschossiger Walmdachbau über L-förmigem Grundriss, Wiederaufbau mit klassizistischer Fassade nach Stadtbrand von 1834
- Poststraße 25: Ehem. Finanzamt oder Hauptzollamt, dreigeschossig mit rustiziertem Erdgeschoss und Eckrustika, im Rundbogenstil Friedrich von Gärtners, nach 1834, im Inneren weitgehend entkernt
- Poststraße 37: Kath. Spitalkirche St. Johannes Baptist, romanischer Saalbau, wohl um 1144, spätgotischer Ausbau 1481, Inneres barockisiert im zweiten Viertel des 18. Jahrhunderts, nach Stadtbrand von 1834 überformt; mit Ausstattung
- Poststraße 37: Teil der Stadtmauer; einst etwa drei Kilometer lange und über sechs Meter hohe Ummauerung der Stadt mit ehemals 14 Türmen und 9 Toranlagen, erstmals 1275 erwähnt, bestand wohl bereits 1144, Einbeziehung von Schloss Gruttenstein, 13. Jahrhundert, Schleifung ab dem 19. Jahrhundert, heute lediglich einzelne Abschnitte erhalten

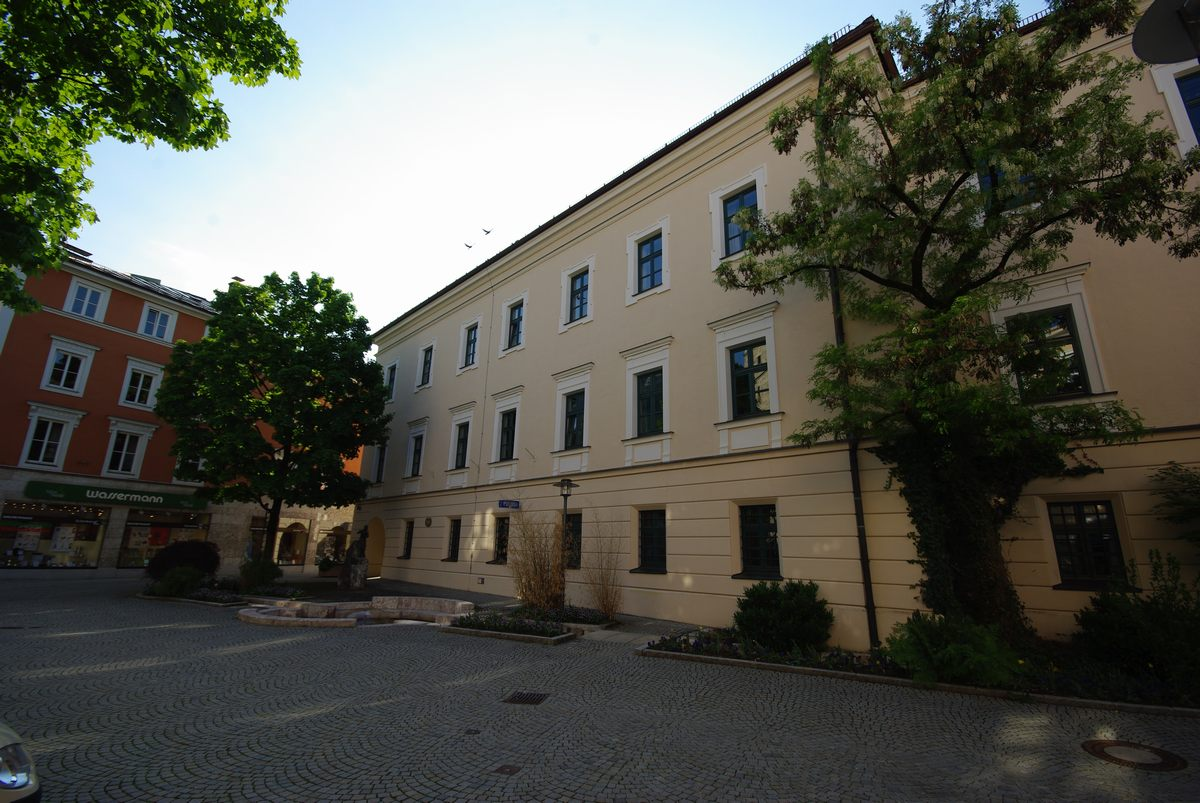
Poststraße 19
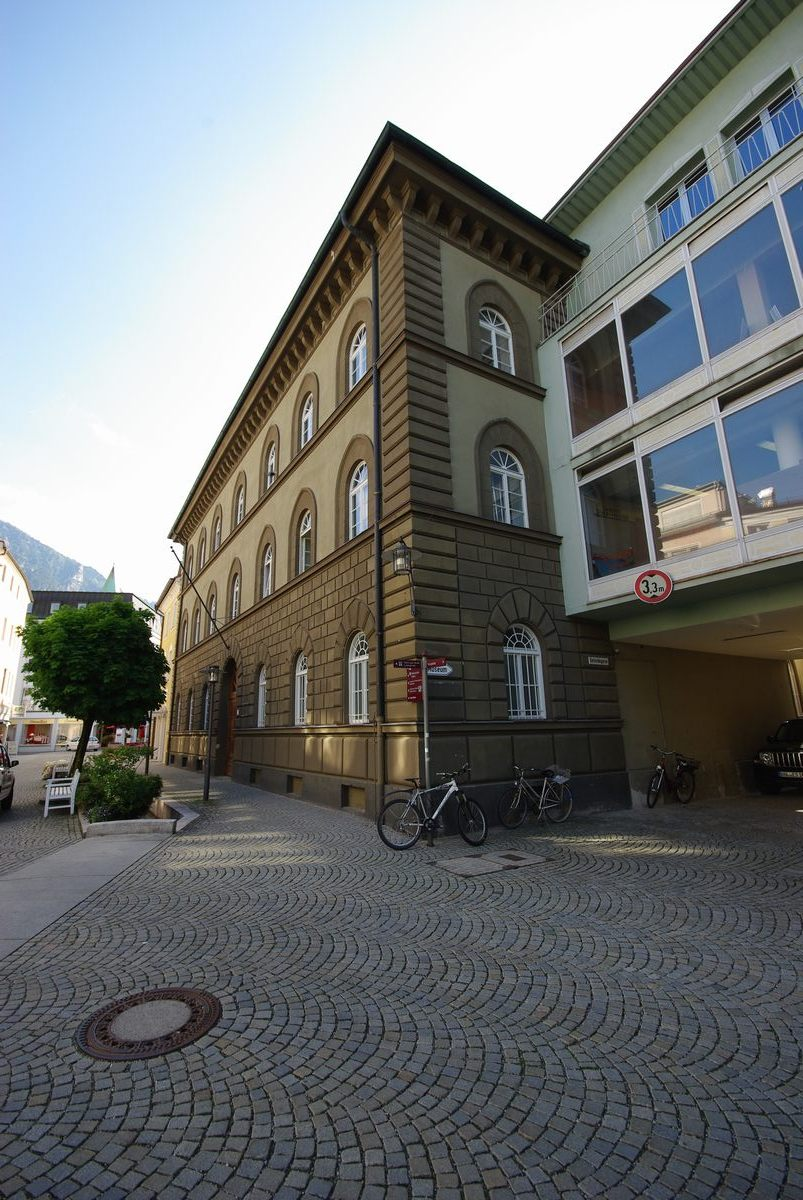
Poststraße 25
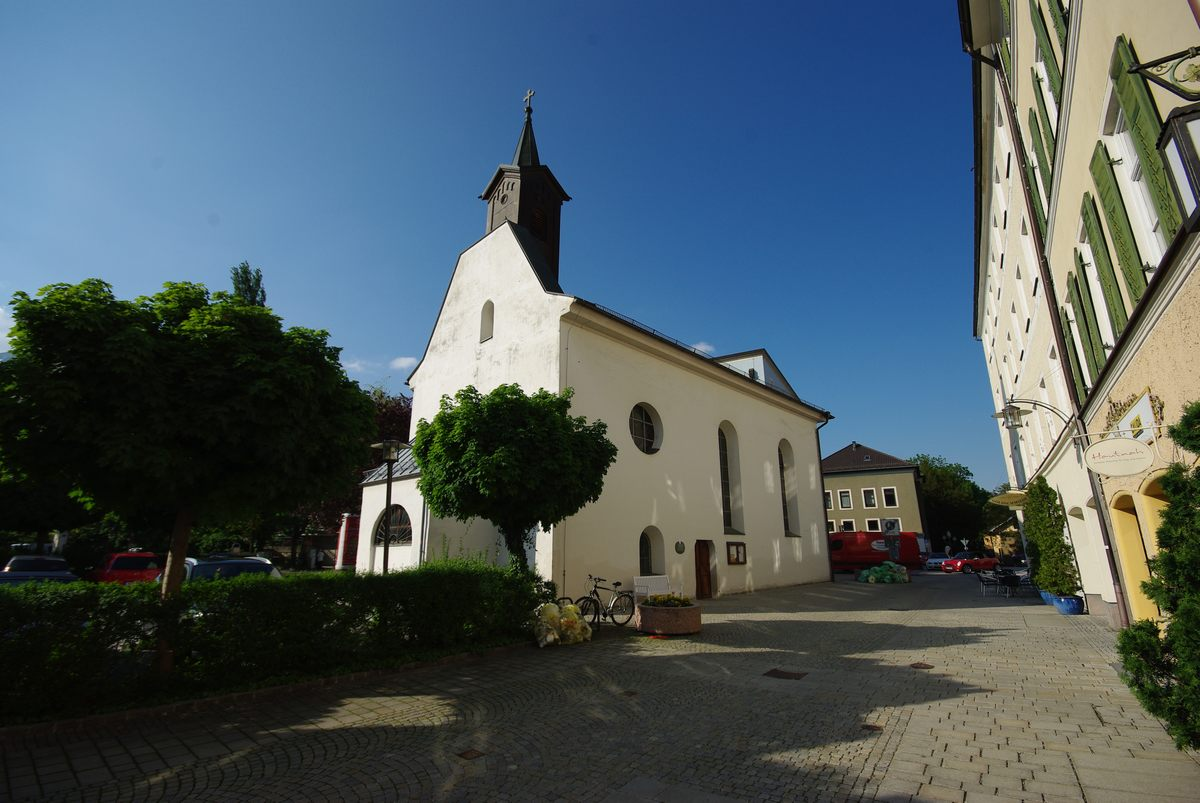
St.-Johannes-Spitalkirche

- Poststraße 38: Wohn- und Geschäftshaus, dreigeschossig mit Vorschussmauer, im Kern spätmittelalterlich, mit parallel liegenden, in der Höhe versetzten gewölbten Räumen im ersten Obergeschoss, 15.–17. Jahrhundert, straßenseitiger Teil und Fassade wohl Ende 18. / Anfang 19. Jahrhundert erneuert, Dachwerk um 1950 verändert
- Poststraße 50: Gasthaus, stattlicher viergeschossiger Eckbau mit ausladendem Traufgesims und Putzgliederung, um Mitte 19. Jahrhundert
- Poststraße 52: Wohnhaus, dreigeschossig, mit Vorschussmauer, im Kern wohl 17./18. Jahrhundert
- Poststraße 54: Wohn- und Geschäftshaus, dreigeschossig mit Mezzanin, Vorschussmauer, Putzgliederungen und Fensterläden, um Mitte 19. Jahrhundert

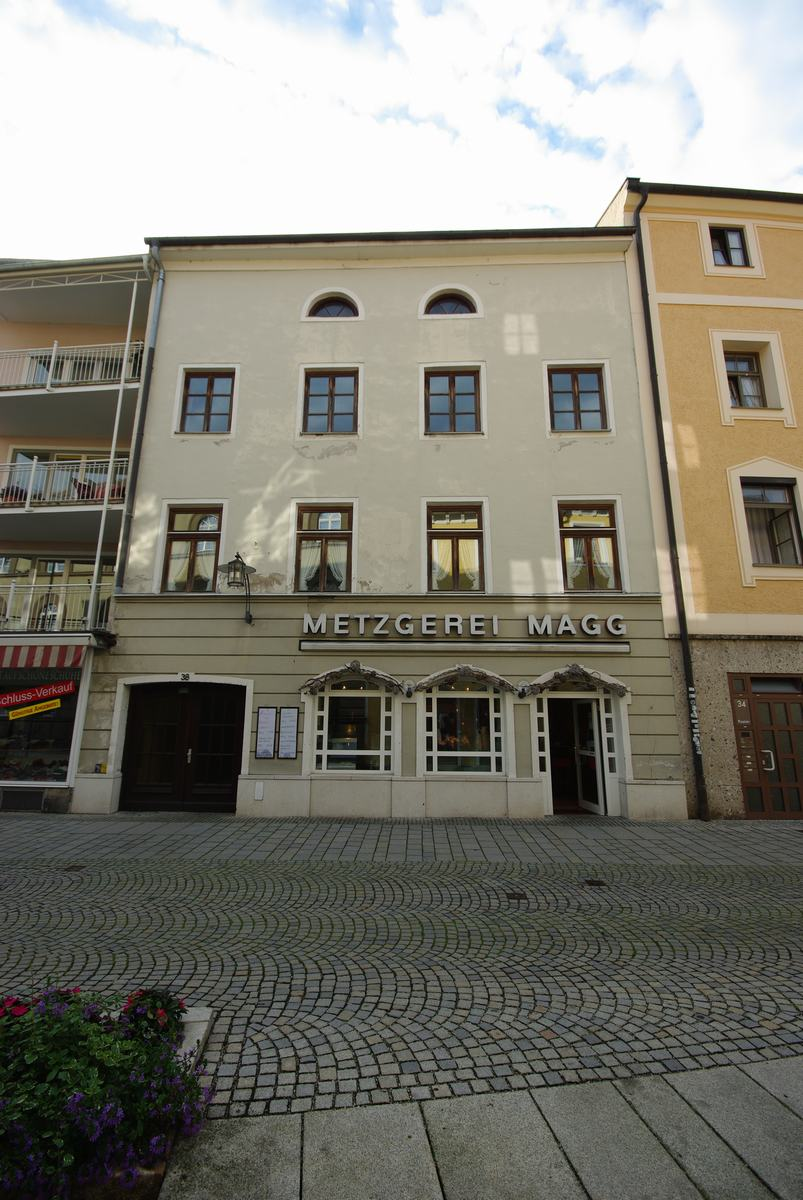
Poststraße 38
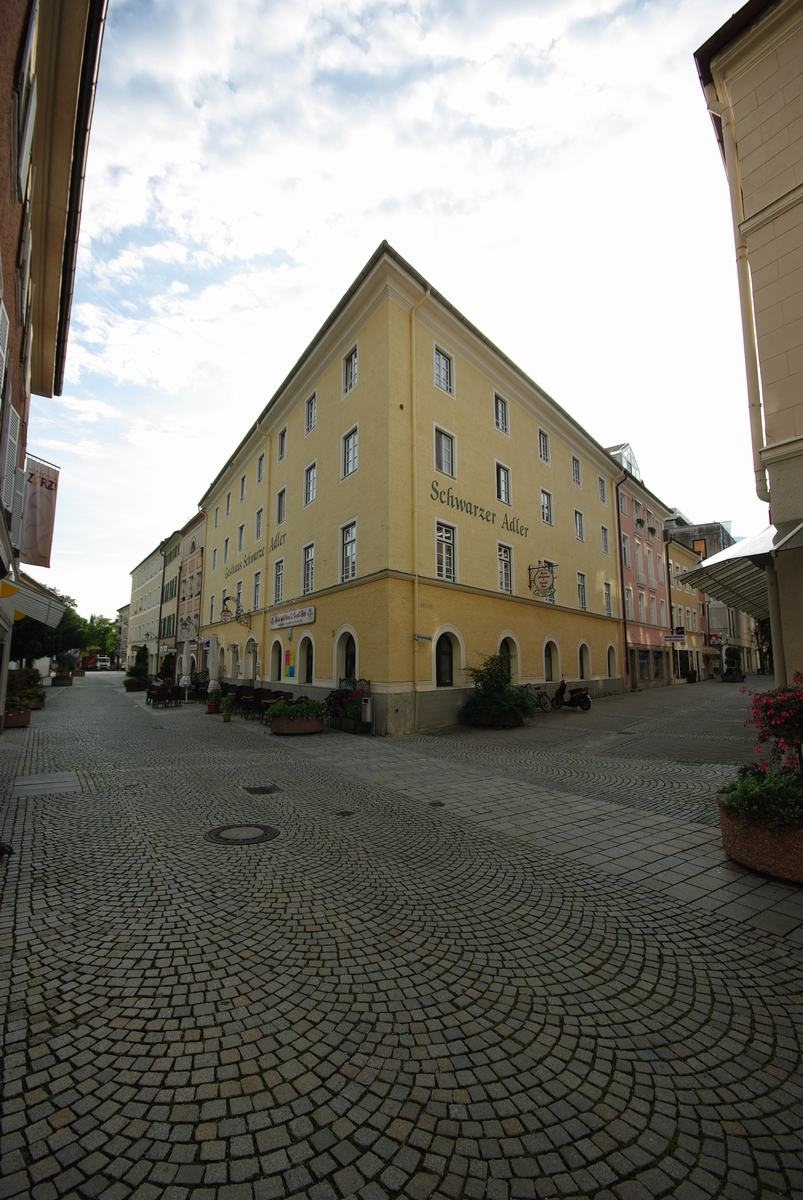
Poststraße 50
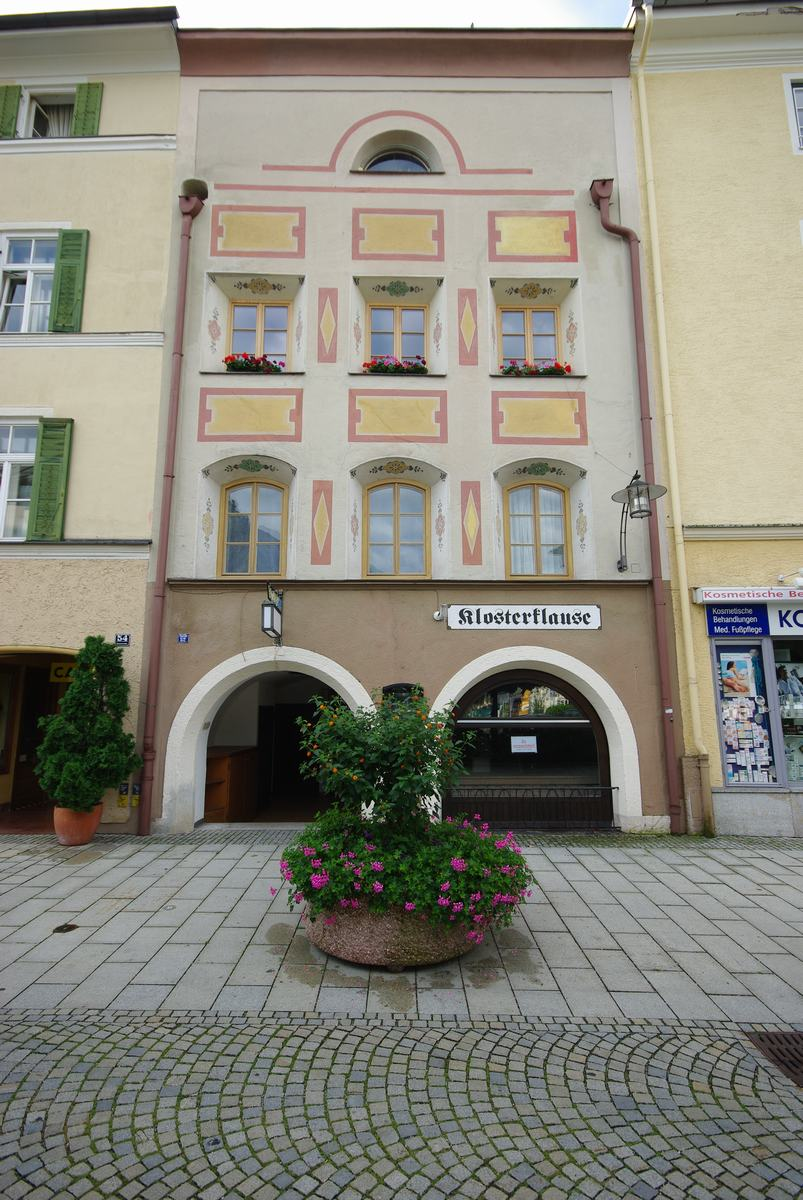
Poststraße 52
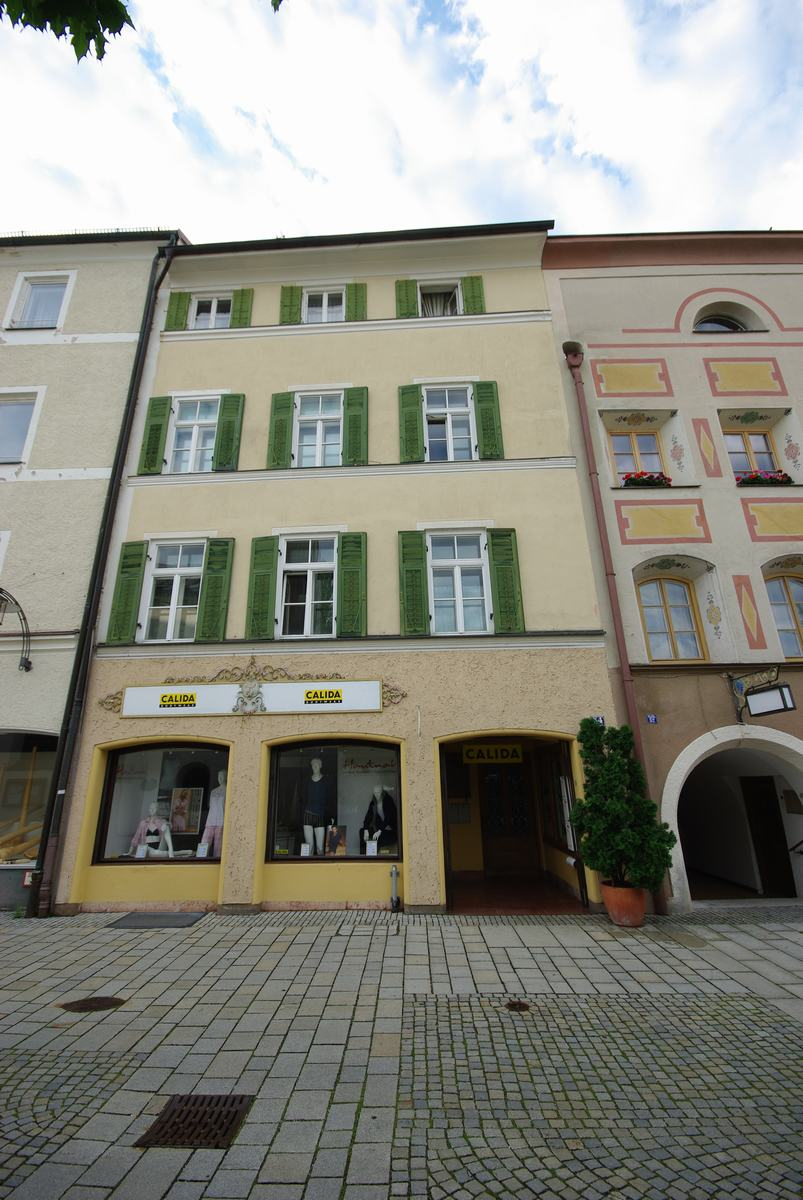
Poststraße 54